# Coelorinchus mycterismus
Coelorinchus mycterismus es una especie de pez de la familia Macrouridae en el orden de los Gadiformes.

## Morfología
• Los machos pueden llegar alcanzar los 49 cm de longitud total.

## Hábitat
Es un pez de aguas profundas que vive entre 833-1.150 m de profundidad.

## Distribución geográfica
Se encuentran en Nueva Zelanda.